# Lill-Vallsjön, Ångermanland
Lill-Vallsjön är en sjö i Strömsunds kommun i Ångermanland och ingår i Ångermanälvens huvudavrinningsområde. Sjön har en area på 0,404 kvadratkilometer och ligger 290 meter över havet.

## Delavrinningsområde
Lill-Vallsjön ingår i det delavrinningsområde (709967-151595) som SMHI kallar för Utloppet av Lill-Vallsjön. Medelhöjden är 316 meter över havet och ytan är 3,36 kvadratkilometer. Räknas de 2 avrinningsområdena uppströms in blir den ackumulerade arean 17,53 kvadratkilometer. Vattendraget som avvattnar avrinningsområdet har biflödesordning 4, vilket innebär att vattnet flödar genom totalt 4 vattendrag innan det når havet efter 207 kilometer. Avrinningsområdet består mestadels av skog (74 procent). Avrinningsområdet har 0,4 kvadratkilometer vattenytor vilket ger det en sjöprocent på 12 procent.